# Лойзах
Лойзах, або Лоізах (нім. Loisach) — річка, що протікає через Тіроль (Австрія) та Баварію (Німеччина).
Назва може бути кельтського походження від протокельтського *lawo та *iskā, обидва означають «вода». Але суфікс -ах — германський або догерманський. Можливо також, що Lois може бути спорідненим з баскським lohi(tz) — «бруд, болото». Лойзах проходить через велике болото Мурнау.
Лойзах має довжину 113 км і є лівою притокою Ізару. Витік знаходиться поряд з Ервальдом в Австрії. Протікає повз Гарміш-Партенкірхен і через озеро Кохель. У Кохелі вода, яка була відведена від верхньої річки Ісар для ГЕС Вальхензеє, вливається у Лойзах. Далі витікає з Кохеля і впадає до Ізару у Вольфратсгаузені. Для зменшення ризику затоплення міста Вольфратсхаузен перед ним до Ізару та Лойсаху впадає канал, що повертає воду, відведену для виробництва електроенергії.